# Прионикс Хаберхауэра
Прионикс Хаберхауэра (лат. Prionyx haberhaueri) — редкий вид роющих ос (Sphecidae) из рода Prionyx. Включён в Красную книгу Казахстана и Узбекистана.

## Описание
Осы длиной около 2 см: самки — от 23 до 27 мм, самцы от 16 до 22 мм. Половой диморфизм окраски тела. Голова и грудь чёрные с густым светло-золотистым прилегающим опушением. Ноги бурые, но их коготки жёлтые. Брюшко жёлтовато-красное у самок и чёрное со светлыми перевязями у самцов. Коготки ног у основания с 2—5 зубцами (обычно 3-4). Гнезда в земле (состоят из одной или нескольких ячеек). Ловят прямокрылых насекомых из семейства саранчовые (Orthoptera: Acrididae). Вид был впервые описан в 1871 году российским генералом и энтомологом Октавием Ивановичем Радошковским (1820—1895) по материалам из Ирана.

## Распространение
Юго-Восточный Казахстан, Узбекистан, Турция, Израиль, Иран, Афганистан, Закавказье, Средняя Азия, Юго-Западная Азия, Россия (Западная Сибирь, Кулундинская степь).